# Catocala mutilata
Catocala mutilata är en fjärilsart som beskrevs av Schultz 1906. Catocala mutilata ingår i släktet Catocala och familjen nattflyn. Inga underarter finns listade i Catalogue of Life.